# سوربا توماس
سوربا توماس (انگلیسی: Sorba Thomas؛ زادهٔ ۲۵ ژانویهٔ ۱۹۹۹) بازیکن فوتبال است.
وی همچنین در تیم ملی فوتبال ولز بازی کرده‌است.